# Europejski Festiwal Lekkoatletyczny 2016
16. Europejski Festiwal Lekkoatletyczny Bydgoszcz Cup – międzynarodowy mityng lekkoatletyczny, rozgrywany 5 czerwca 2016 na stadionie imienia Zdzisława Krzyszkowiaka w Bydgoszczy. Dzień przed zawodami, na Wyspie Młyńskiej, odbył się konkurs skoku o tyczce mężczyzn.

## Rezultaty
| MR – rekord mityngu \| NR – rekord kraju \| PB – rekord życiowy \| SB – najlepszy wynik w sezonie |

### Mężczyźni
| Konkurencja:                  | 1. miejsce        | Rezultat | 2. miejsce       | Rezultat   | 3. miejsce             | Rezultat   |
| Bieg na 100 m                 | Samuel Osewa      | 10,29 PB | Karol Zalewski   | 10,37 SB   | Przemysław Słowikowski | 10,40      |
| Bieg na 400 m                 | Soufiane Bouhada  | 46,34    | Jamie Bowie      | 46,44      | Jakub Krzewina         | 46,50 SB   |
| Bieg na 800 m                 | Karol Konieczny   | 1:48,63  | Michał Rozmys    | 1:49,42 SB | Jakub Bałdyka          | 1:49,70 PB |
| Bieg na 3000 m z przeszkodami | Patrick Churkor   | 8:32,46  | Ole Hesselbjerg  | 8:36,32    | Jonathan Hopkins       | 8:37,43 PB |
| Bieg na 110 m przez płotki    | Antonio Alkana    | 13,40    | Maximilian Bayer | 13,61 PB   | Damian Czykier         | 13,62 PB   |
| Skok o tyczce                 | Robert Sobera     | 5,60     | Karsten Dilla    | 5,60       | Paweł Wojciechowski    | 5,40       |
| Trójskok                      | Adrian Świderski  | 16,67w   | Karol Hoffmann   | 16,54 SB   | Julian Reid            | 16,46      |
| Pchnięcie kulą                | Konrad Bukowiecki | 20,83    | Tomasz Majewski  | 20,17      | Georgi Iwanow          | 19,56      |
| Rzut młotem                   | Paweł Fajdek      | 81,71 WL | Wojciech Nowicki | 76,44      | David Söderberg        | 75,59      |

### Kobiety
| Konkurencja:               | 1. miejsce         | Rezultat   | 2. miejsce         | Rezultat | 3. miejsce        | Rezultat |
| Bieg na 100 m              | Agata Forkasiewicz | 11,50      | Katarzyna Sokólska | 11,56 PB | Anna Kiełbasińska | 11,56    |
| Bieg na 400 m              | Carline Muir       | 51,85      | Olha Zemlak        | 51,91    | Małgorzata Hołub  | 52,43 SB |
| Bieg na 1500 m             | Malika Akkawi      | 4:10,26 SB | Charlene Thomas    | 4:10,43  | Hannah England    | 4:11,61  |
| Bieg na 100 m przez płotki | Christina Manning  | 12,84w     | Karolina Kołeczek  | 13,01w   | Hanna Płoticyna   | 13,15w   |
| Bieg na 400 m przez płotki | Tina Matusińska    | 56,66 SB   | Emilia Ankiewicz   | 56,77 SB | Jessica Turner    | 57,00 PB |